# Antoine Agénor de Gramont
Antoine Agénor de Gramont (fullständigt namn Antoine Agénor Alfred, prins av Bidache, hertig av Guiche och Gramont), född den 14 augusti 1819 i Paris, död där den 17 januari 1880, var en  fransk diplomat, tillhörande en uråldrig adelssläkt. Han är känd som den mest direkt ansvarige för fransk-tyska kriget.
Gramont genomgick polytekniska skolan och utnämndes 1840 till underlöjtnant, men lämnade redan samma år krigstjänsten. Efter 1848 års revolution slöt han sig till prins Napoleon. Han utnämndes till ministre plénipotentiaire i Kassel (1851), i Stuttgart (1852) och i Turin (1853), till ambassadör i Rom (1857) och i Wien (1861). 15 maj 1870 övertog han utrikesportföljen i kabinettet Ollivier. Hans bana som utrikesminister blev kort, men olycksbringande.
När 6 juli 1870 frågan om prins Leopolds av Hohenzollern-Sigmaringen val till spansk kung bragtes på tal i Lagstiftande kåren, förklarade Gramont under församlingens bifallssorl, att den kejserliga regeringen inte kunde tåla, "att en främmande makt kunde rubba Europas jämvikt samt sätta Frankrikes intressen och ära i fara genom att uppsätta en av sina furstar på Karl V:s tron". Att prinsen av Hohenzollern självmant drog sig tillbaka, tillfredsställde inte Gramont, utan han avfordrade preussiske kungen en särskild förbindelse rörande denna sak. Kungens av Preussen vägran att avge en sådan medförde en krigsförklaring från Frankrikes sida. 
Efter fransmännens nederlag vid Woerth måste Gramont, liksom de övriga ministrarna, avgå (9 augusti 1870). Under de följande åren uppträdde han några gånger för att försvara sin utrikespolitik, såsom i arbetet La France et la Prusse avant la guerre (1872) och i några artiklar i "Revue de France" (1878) under pseudonymen "Andreas Memor".